# Lövgrundet (Piteå)
Lövgrundet is een Zweeds eiland behorend tot de Pite-archipel. Het eiland ligt voor de kust van Jävrebodarna tussen diezelfde kust en het eiland Bergön. Het eiland heeft geen oeververbinding, maar wel een aantal zomerhuisjes.